# Martin Cohn
Martin Georg Cohn, geborener Kühn, zeitweilig Martin Kaufmann (* 28. Mai 1966 in Olsberg), ist ein deutscher Politiker und Mitglied der SPD. Seit dem 1. Dezember 2017 ist er Oberbürgermeister der Stadt Leonberg. Von 2007 bis 2017 war er Bürgermeister der Gemeinde Rudersberg.

## Leben und Beruf
Martin Cohn ist in Goslar aufgewachsen. Nach dem Hauptschulabschluss (1981) absolvierte er von  bis 1984 eine Ausbildung zum Bürokaufmann bei der Karstadt AG in Goslar. Von 1986 bis 1992 war er bei der Bundeswehr Soldat auf Zeit. Über die Abendrealschule (1991–1993) erwarb er 1994 die Fachhochschulreife mit dem Schwerpunkt Wirtschaft. Anschließend machte er von 1994 bis 1997 ein Verwaltungsstudium an der Fachhochschule für kommunale Verwaltung in Braunschweig. Dort erwarb Cohn den Abschluss Diplom-Verwaltungswirt FH. Von 1994 bis 2005 war er im Landkreis Goslar im Amt für soziale Dienste, in der Kämmerei und im Umweltamt tätig. Des Weiteren war er von 1998 bis 2001 nebenamtlicher Dozent an der FHS in Braunschweig für die Fächer Betriebswirtschaftslehre, Volkswirtschaftslehre und Wirtschaftsmathematik. Von 2006 bis 2007 war er ein Jahr lang in der Gemeinde Tuningen Kämmerer. 2007 wurde er zum Bürgermeister der Gemeinde Rudersberg gewählt und im April 2015 im Amt bestätigt. Seit September 2009 war Cohn Mitglied des Kreistages des Rems-Murr-Kreises und dort seit 2011 Fraktionsvorsitzender der SPD. Am 24. September 2017 wurde Cohn im ersten Wahlgang mit 51,98 Prozent der abgegebenen Stimmen zum Oberbürgermeister der Stadt Leonberg gewählt. Bei der Oberbürgermeisterwahl 2025 tritt er nicht erneut an.
Cohn ist Sprecher der „Interkommunalen Zusammenarbeit für stadtverträgliche Straßenmobilität“.
Im Mai 2019 entschied er sich, seinen ursprünglichen Familiennamen Cohn wieder anzunehmen. Im Alter von sechs Jahren hatte er den Namen Kaufmann seines Stiefvaters erhalten, zuvor hieß er Kühn. Seine Urgroßmutter und sein Großvater hatten ihren Familiennamen Cohn 1931 zu Kühn geändert, um antisemitischen Anfeindungen zu entgehen.

## Veröffentlichungen
- Vetternwirtschaft. Molino Verlag, Leonberg 2022, ISBN 978-3-948696-39-9.